# متالاکسیل
متالاکسیل (به انگلیسی: Metalaxyl) با فرمول شیمیایی C۱۵H۲۱NO۴ یک ترکیب شیمیایی با شناسه پاب‌کم ۴۲۵۸۶ است؛ که جرم مولی آن ۲۷۹٫۳۳ g/mol می‌باشد. شکل ظاهری این ترکیب، پودر سفید است.